# Geosat
Geosat (Geodetic Satellite) war ein Erdbeobachtungssatellit der US Navy, der mit einem Radar-Altimeter ausgerüstet war und der Satellitengeodäsie und der Ozeantopographie diente. Der Satellit wurde am 12. März 1985 auf einer abgerüsteten und zum Satellitenträger umgebauten Atlas-E-Interkontinentalrakete von der Vandenberg AFB in einen polaren Erdorbit (757 × 814 km, 108,1°) gestartet.

## Aufbau
Der auf der Struktur des GEOS-3-Satelliten basierende Körper des Satelliten wog 635 kg und wurde vom Applied Physics Laboratory der Johns Hopkins University entwickelt.
Als wissenschaftliches Instrument diente das GRA (Geosat Radar Altimeter), das auf Basis des Altimeters des NASA-Satelliten Seasat entwickelt wurde. Damit konnte die Meereshöhe mit einer vertikalen Genauigkeit von 3 cm gemessen werden. Die horizontale Auflösung betrug 10 – 15 km. Die Daten von bis zu 12 Stunden Messungen wurden mittels zweier Bandrekorder aufgezeichnet und beim Überfliegen der Bodenstation über ein S-Band-Telemetriesystem übertragen.
Die Stromversorgung wurde über acht abgeklappte Solarzellenausleger gesichert. Der Satellit wurde über ein an einem Ausleger ausgefahrenes Gewicht durch Gravitationsstabilisation mit einer Abweichung von weniger als 1° senkrecht auf die Erde ausgerichtet.

## Mission

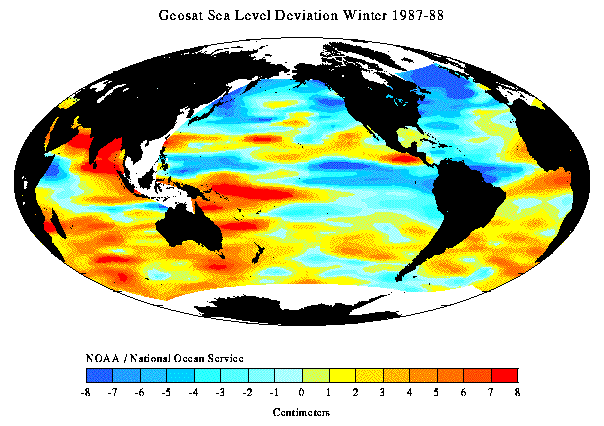
Abweichungen der Meereshöhe vom idealen Ellipsoid gemessen von Geosat im Winter 1987–88

Geosat bestimmte mittels des Radar-Altimeters den genauen Abstand zwischen der Meeresoberfläche und seinem genau bekannten Orbit. Ziel war es, die räumlichen und zeitlichen Änderungen des Meereshöhe zu bestimmen.
Die Mission von Geosat war in zwei Phasen eingeteilt:
- In den ersten 18 Monaten wurde als primäre Mission eine geheim gehaltene geodätische Vermessung der Ozeane betrieben. Dafür befand sich der Satellit in einem Orbit mit nicht wiederholendem Überflugszyklus. Die Daten dieser Vermessung ermöglichten ein genaueres Abbild der Erdgravitation und somit eine erhöhte Zielgenauigkeit von U-Boot-gestützten ballistischen Raketen.
- In der zweiten Phase, die von September 1986 bis Januar 1990 andauerte, wurden der Wissenschaft zugängliche geodätische Daten gewonnen. Dafür wurde der Orbit so geändert, dass sich der Überflug über eine bestimmte Stelle alle 17 Tage wiederholte. Aufgrund des Orbits wurde die Missionsphase als ERM (Exact Repeating Mission) bezeichnet

Im Januar 1990 endete die Betriebsfähigkeit mit dem Versagen beider Datenrekorder. Bis zum Jahre 1995 wurden in mehreren Schritten alle bis dato geheimen Vermessungsdaten freigegeben.

## Nachfolgemissionen
Nach dem Ende der Lebensdauer des Geosat-Satelliten sollte die Mission durch ein auf dem für Anfang der 1990er Jahre geplanten Ozeanbeobachtungssatelliten N-ROSS montierten Radaraltimeter fortgeführt werden. Als N-ROSS aus Kostengründen gestrichen wurde, plante die US Navy das Radaraltimeter als alleiniges Instrument auf dem Mikrosatelliten SALT zu starten, der jedoch ebenfalls gestrichen wurde. Erst 1998 stand mit dem Geosat Follow-On-Satelliten eine Nachfolgemission zur Verfügung.